# Kolonkwane
Kolonkwane is een dorp in het district Kgalagadi in Botswana. De plaats telt 599 inwoners (2011).